# Glenea plagiata
Glenea plagiata é uma espécie de escaravelho da família Cerambycidae. Foi descrita por Gardner em 1930.